# Giudecca
Al sur de Venecia (Véneto, Italia) podemos encontrar Giudecca, un grupo de islas que se separa de las islas rialtinas por un canal llamado Canale della Giudecca. Forma parte del sestiere de Dorsoduro. Se encuentra aproximadamente a una distancia de 300 metros de la ciudad y se tardan unos tres minutos desde la plaza de San Marcos en barco (vaporetto) para llegar. Aunque son las islas más grandes de los alrededores no cuentan con un gran tamaño. De este a oeste miden unos 2000 metros, mientras que de norte al sur apenas llegan a unos 300 metros. Cuenta con 4.792 habitantes, a los que habría que añadir los 1.458 de Sacca Fisola.

## Historia

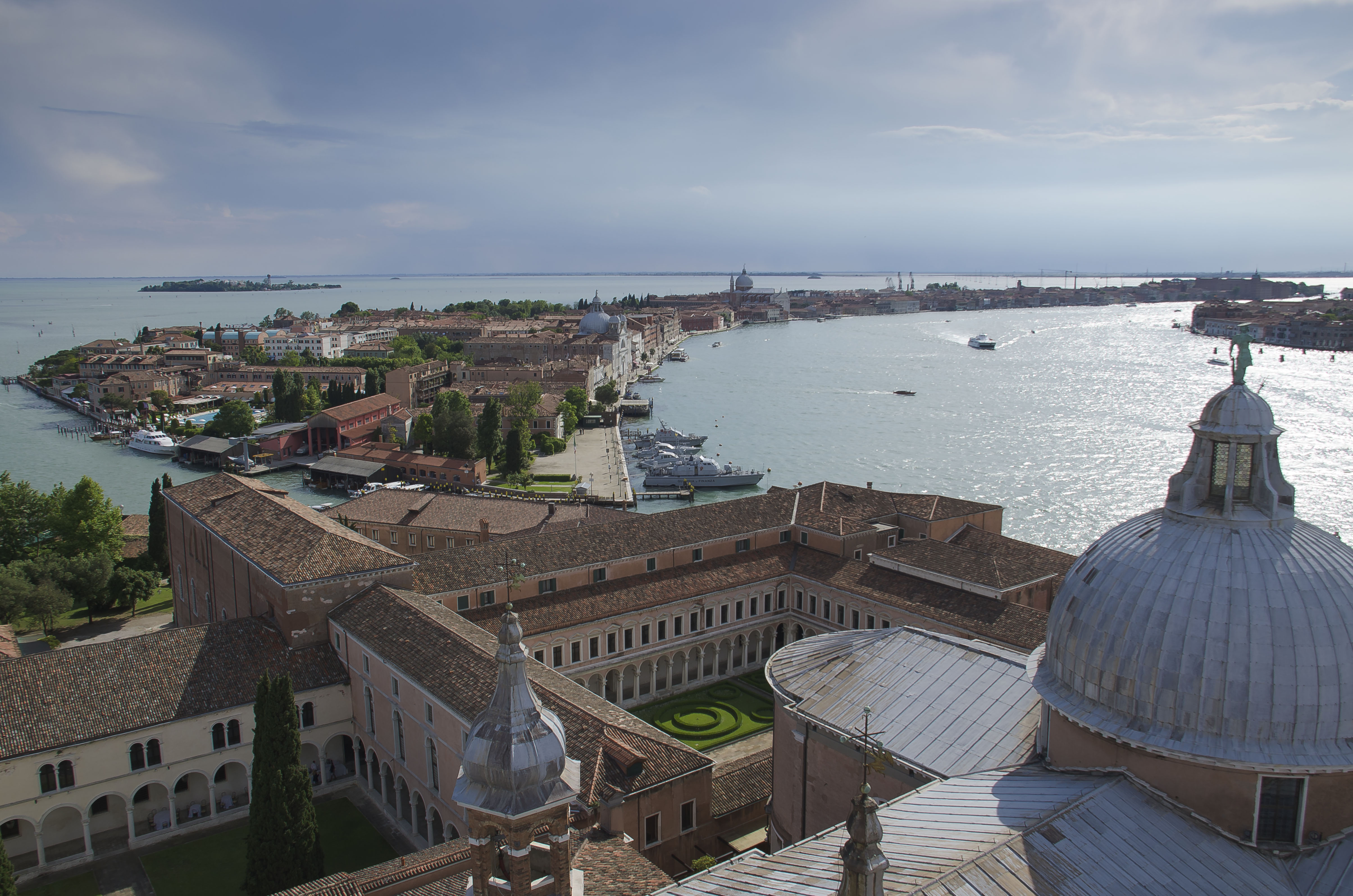
La Giudecca.

Se cree que durante la Edad Media la isla mayor también era conocida como Vigano y más tarde como Spinalonga, que viene a significar "espina larga" y surgió probablemente por la forma de la isla, que recuerda a una espina.
Respecto a la procedencia del nombre usado en la actualidad "Giudecca" existen dos teorías.
La primera hace referencia al término medieval para referirse a los judíos: giudeo (pl. giudei). Según ello la Giudecca quiere decir "isla de los judíos". Dice la tradición que el patricio veneciano Giorgio Emo (no confundirlo con el arzobispo del mismo nombre, quien nació un siglo después) propuso en 1515 al Senado prohibir la entrada a Venecia a los judíos y establecerlos en las islas. Así podría mantenerlos alejados de manera continua de la ciudad. Sin embargo al final el proyecto no se llevó a cabo debido a que la creación de instalaciones militares de vigilancia en la isla hubiera creado muchos problemas. Un año más tarde el Senado aceptó otra propuesta parecida presentada por Zaccaria Delfino. Pretendían trasladar a los judíos instalados en Venecia a un gueto en una de las islas, y al final, los trasladaron a Cannaregio.

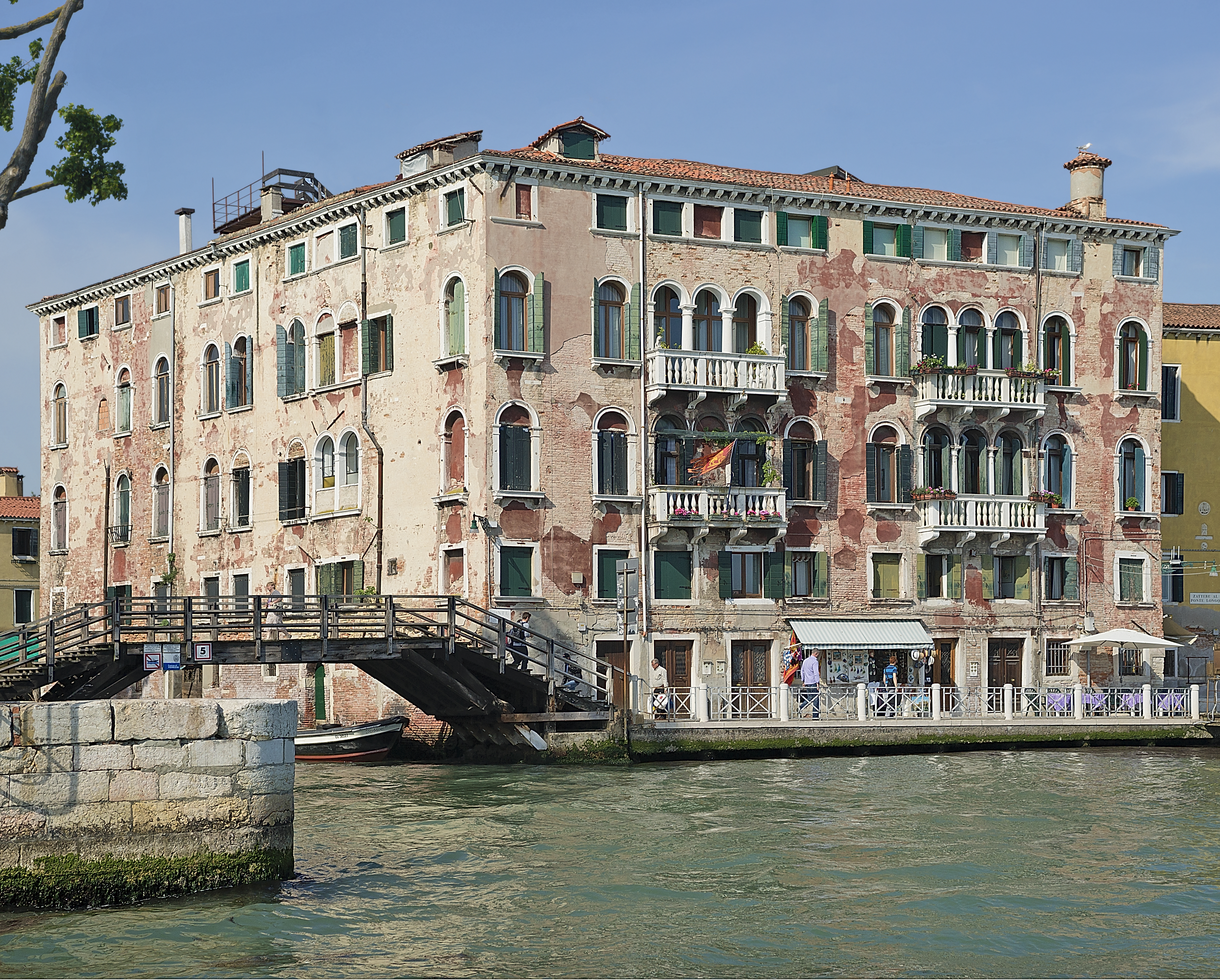
Palazzo Molin a San Basegio.

La otra teoría acerca de la procedencia del nombre se centra en la palabra giudicati que viene a decir "los que han sido juzgados". Según ello la isla hubiera podido servir como espacio para retener a los presos expulsados de la ciudad.
Miguel Ángel entre 1529 y 1532 alquiló una casa en las islas y pasó en Giudecca tres años en un exilio voluntario. 
Entrando el siglo XX la isla contaba con unos 3.000 habitantes, principalmente pescadores. Luego se crearon unas zonas industriales en el este de la isla. Se levantaron fábricas y astilleros. Sin embargo con la llegada de la Segunda Guerra Mundial la industria de las islas perdió su importancia y hoy en día las islas representan una zona residencial que sirve como lugar de descanso y relajación para escaparse desde la ciudad al campo.

## Arquitectura destacada
Entre los edificios más destacados de las islas podemos encontrar la iglesia del Santísimo Redentor que sin duda es una de las obras más bella de Andrea Palladio. En 1576 se levantó por encargo de Senado la iglesia Sant'Eufemia con motivo del fin de la peste. Es una de las iglesias más antiguas iglesias de Venecia y la Chiesa delle Zitelle. La conocida basílica de San Giorgio Maggiore se encuentra junto al extremo oriental de Giudecca, pero ya no pertenece a la isla.

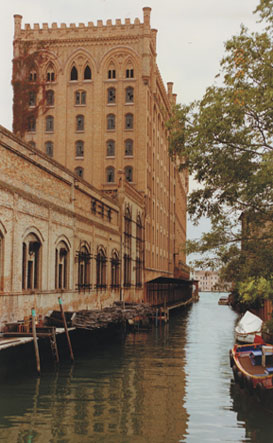
Molino Stucky.

Al oeste de la isla nos encontramos con una construcción grandísima de ladrillos, de un estilo neogótico: el Molino Stucky. Fue levantado en el siglo XIX por el fabricante de pasta Giovanni Stucky. Para diversas ampliaciones fue contratado el arquitecto alemán Ernst Wullekopf, que fue el que le dio su aspecto actual. El molino era a principios de la Segunda Guerra Mundial la fábrica de pasta más grande de toda Italia.
Tras muchos años de abandono y deterioro se empezó adaptar para ser usada como hotel y como espacio cultural y de exposiciones. Este proyecto sin embargo se vio interrumpido por un incendio que dañó el edificio en 2003. Actualmente aloja el hotel de lujo Hilton Molino Stucky Venice, que posee un bar nocturno en lo alto del mismo con vistas espectaculares.
También hay que nombrar que hubo un estudio de cine en Giudecca.